# Kipus
Kipus: Revista Andina de Letras y Estudios Culturales es una publicación académica fundada en 1993 por la Universidad Andina Simón Bolívar dedicada a la literatura y los estudios culturales, con especial énfasis en las temáticas ecuatorianas, andinas y latinoamericanas.
La revista posee un enfoque dirigido haciala comunidad científica y aquellos interesados en profundizar en temas de debate literario, social, político, cultural e histórico en la Región Andina y América Latina, particularmente de Ecuador.

## Proceso de publicación
Los artículos recibidos en Kipus son evaluados mediante el sistema de evaluación externa por expertos bajo la metodología de pares ciegos.
Kipus ingresó en 2017 la política de acceso libre a los artículos, y los autores conservan los derechos de autoría bajo una Licencia Creative Commons Atribución-No Comercial-Compartir Igual 4.0 Internacional (CC BY-NC-SA 4.0).
La revista publica de manera semestral, en los meses de enero y julio, y está disponible tanto en formato impreso como electrónico bajo un modelo de acceso abierto.

## Resúmenes e indexación
La revista está indexada y catalogada en las siguientes bases de datos:
- DOAJ[4]
- Latindex[6]
- MIAR[7]
- LatinREV[8]
- Dimensions
- Repositorio UASB-E[9]